# 火鱗鱷
火鱗鱷，又稱火鱷、金鱗火焰鱷，是台灣澎湖地區民間傳說中的海中幻獸。

## 外表與棲息
火鱗鱷是擁有一身金色鱗片的鱷魚，鱗片還散發著火焰。主要棲息在黑水溝裡、築巢於珊瑚礁下。

## 傳說
據說在1683年（永曆37年）時有一隻火鱗鱷無端上岸到澎湖的海灘，長約兩丈多（約6公尺多），牠的出現讓居民很恐慌，開始燒紙錢去除魅氣，並敲鑼打鼓要把牠嚇走，雖然火鱗鱷最後還是回到海中，但在三天後再度出現，並且死在當地居民林英的家裡。
因為同一年施琅攻台、鄭氏滅亡，因此也有說法認為火鱗鱷會帶來厄運。